# Cassidy (rapper)
Cassidy, pseudonimo di Barry Adrian Reese (Filadelfia, 7 luglio 1982), è un rapper statunitense.
Il suo lavoro più famoso è l'album Split Personality del 2004, che raggiunse i vertici delle classifiche americane Billboard.

## Carriera musicale
Figlio di padre afro-americano e madre dominicana, iniziò a rappare quando aveva tredici anni e si fece subito conoscere partecipando in una gara rap presso una stazione radio. Egli fu membro della Larsiny Crew con alcuni suoi amici d'infanzia. Il producer Swizz Beatz fece firmare Cassidy con la sua Full Surface Records e le prime canzoni di Cassidy apparvero nell'album di Swizz Presents G.H.E.T.T.O. Stories nel 2002. Cassidy sconfisse Freeway, membro della Roc-A-Fella Records, in un freestyle successivo all'album, guadagnando ulteriore fama.
Il primo lavoro di Cassidy, Split Personality, esce diviso in tre parti nel 2003: la prima rivela il suo lato pop; la seconda ricorda ai fans alcuni suoi mixtape e nella terza riprende lo stile dei suoi primi esperimenti.
Cassidy registrò la sua hit Hotel negli studi di Chicago di R. Kelly con una collaborazione diretta anche da parte di quest'ultimo. La canzone divenne un tormentone negli States, raggiungendo i vertici delle classifiche americane e vincendo un Vibe Award. Anche in altri paesi, come Inghilterra e Australia, la canzone ebbe grande successo nel 2004. Nel maggio di quell'anno Cassidy apparve nella copertina di The Source assieme a Lil' Flip, Young Gunz e J-Kwon.
Split Personality venne pubblicato nel marzo 2004 e debuttò alla posizione numero 2 nella Billboard 200 Chart. Il secondo singolo tratto dall'album, "Get No Better", non ebbe il successo sperato.
Il secondo album, I'm a Hustla, esce nel 2005 con la casa discografica Full Surface. Raggiunse negli USA la posizione numero 5. Il video di questa canzone vede un esempio di step dance chiamata "The Hustla Dance". All'album parteciparono Raekwon e Mashonda.
Il terzo album di Cassidy, B.A.R.S, è in costruzione e già il singolo "My Drink 'N My 2 Step" è stato pubblicato in alcune radio e in alcuni siti internet. Cassidy è apparso in alcuni concerti dei The Roots.
Cassidy è ora legato alla Lot 29, che tra i suoi membri annovera Julez Santana.

## Problemi legali
Nel giugno 2005 Cassidy fu arrestato per l'omicidio di un ventiduenne durante una sparatoria nell'aprile 2005. Secondo alcune TV, tre uomini, tra cui Cassidy, armati con pistole calibro 40 e con un AK47, spararono contro altri tre uomini durante una lite tra rapper in un sobborgo di Filadelfia, il 15 aprile 2005.
Cassidy venne scagionato quando il testimone oculare, sotto giuramento, disse di aver mentito alla polizia e di non aver visto Cassidy tra gli assassini.
Il 24 gennaio 2006 Cassidy fu accusato di omicidio involontario e di assalto aggravato. Egli fu punito con 23 mesi di carcere, di cui ne scontò effettivamente sette.

## Incidente in auto
Cassidy fu gravemente ferito in un incidente stradale il 5 ottobre 2006, quando un camion si scontrò con il SUV su cui viaggiava Cassidy da passeggero. La prognosi fu di alcune ossa rotte nel lato sinistro della testa.

## Discografia
Album in studio
- 2004 – Split Personality
- 2005 – I'm a Hustla
- 2007 – B.A.R.S. The Barry Adrian Reese Story
- 2010 – C.A.S.H.
- 2018 – BarsIsBack

EP
- 2010 – Face 2 Face

Raccolte
- 2007 – The Best of the Hustla